# Wiktor Nikititsch Lasarew
Wiktor Nikititsch Lasarew (russisch Виктор Никитич Лазарев; * 22. Augustjul. / 3. September 1897greg. in Moskau, Russisches Kaiserreich; † 1. Februar 1976 in Moskau, Russische SFSR) war ein russischer Kunsthistoriker und Autor.

## Leben
Lasarew wurde als Sohn des Moskauer Architekten Nikita Lasarew geboren, der aus einer alten, wohlhabenden armenischen Familie stammte. Er studierte an der Universität Moskau von 1916 bis 1920 als Schüler von Nikolai Romanow, dem Begründer einer eigenständigen Wissenschaft der Kunstgeschichte in Russland. Sein Lehrer Dmitri Wlassewitsch Ainalow in St. Petersburg setzte sich mit der Entwicklung der russischen Monumentalkunst im Großfürstentum Moskau auseinander. Lasarew trat für die Rettung von sakralen Kunstwerken ein, die seit der Revolution als Zeichen des Aberglaubens galten. Bis 1924 besuchte er das Moskauer Institut für Architektur und Kunstgeschichte. 1925 führte ihn eine ausgedehnte Studienreise nach Italien, in die Türkei und verschiedene Balkanländer. Lasarew war ein Kenner byzantinischer, mittelalterlich russischer sowie italienischer Malerei der Frührenaissance.
1924 bis 1936 fungierte Lasarew als Konservator in der Gemäldeabteilung des Puschkin-Museums und war seit 1935 als Professor für Kunstgeschichte an der Lomonossow-Universität Moskau tätig. Er lehrte am Surikov-Institut für Malerei und an der Kunstakademie in Moskau. Während des Zweiten Weltkrieges arbeitete er im belagerten Leningrad an der Entwicklung optischer Verfahren zur Tarnung. 1945 stand Lasarew für kurze Zeit der russischen Delegation am Central Collecting Point in München vor.

„Insbesondere der Kunsthistoriker V. Lazarev warb dafür, deutsche Sammlungen nicht auseinanderzureißen und überhaupt die Anzahl der Abtransporte zu limitieren.“

Seit 1947 leitete er die Restaurierung der Sophienkathedrale in Kiew, wo einige wichtige Fresken im Zweiten Weltkrieg der deutschen Artillerie zum Opfer gefallen waren. Lasarew war seit 1943 korrespondierendes Mitglied der Akademie der Wissenschaften der UdSSR, Mitglied von Akademien in Großbritannien, Österreich, am Institut für Wissenschaft, Literatur und Kunst in Venedig, bei der Accademia dei Lincei in Rom und der Accademia di Belle Arti in Florenz. 1976 wurde er mit dem Staatspreis der UdSSR ausgezeichnet.

## Werke
- Das Porträt in der europäischen Kunst, Leningrad 1937
- Die Kunst Nowgorods, Moskau 1947
- Geschichte der byzantinischen Malerei, Moskau 1948
- Leonardo da Vinci, Moskau 1952
- Der Ursprung der italienischen Renaissance, Moskau 1956–1959
- Frühe russische Ikonen, München 1958
- Die Mosaiken der Sophienkathedrale von Kiew, Moskau 1960
- Andrej Rublev, Moskau 1960
- Die Mosaiken der Kirche des Michaelklosters in Kiew, Moskau 1966
- Theophanes, der Grieche und seine Schule, Dresden 1968
- Nowgoroder Ikonenmalerei, Moskau 1969
- Mittelalterliche russische Malerei, 1970
- Ikonen der Moskauer Schule, Wien 1978